# Florian Larsen
Erhard Florian Larsen (7. januar 1838 i København – 11. februar 1916 på Frederiksberg) var en dansk højesteretsdommer og politiker.
Florian Larsen var søn af bud i Danske Kancelli Jens Larsen (1803-1847) og Anne Cathrine Piil (1810-1887), blev student 1855 fra Borgerdydskolen i København og cand.jur. 1862. To år efter fik han ansættelse som assistent i Indenrigsministeriet, hvor han 1874 blev konstitueret fuldmægtig og fast ansat året efter, 1879 konstitueret kontorchef, og fast ansat 1880. 1884 blev han assessor (dommer) i Overretten, 1894 i Højesteret, tog sin afsked 1910 og blev ekstraordinær assessor i Højesteret. Larsen var i sin ungdom amanuensis hos Sjællands biskop og erhvervede bl.a. derigennem solidt kendskab til praktisk kirkeret, hvilket udmøntede sig 1901-12 i tre bind Den danske Kirkeret, en især for præster bestemt håndbog, som dog ret tidligt blev forældet af senere udviklinger.
Politisk var Larsen Højremand og 1901-03 formand for Højres Arbejder- og Vælgerforening. Han valgtes 1887 til Folketinget i Københavns 1. kreds, men mistede sit mandat ved valget i 1890 og søgte forgæves valg 1892 og 1895. Han blev Ridder af Dannebrog 1888, Dannebrogsmand 1896 og Kommandør af 2. grad 1907. Derudover var han i bestyrelsen for Kong Christian IX's og Dronning Louises Jubilæumsasyl og for Vesterbros Asylselskab, formand for Foreningen for Alderdoms-Friboliger, medlem af repræsentantskabet for Det kgl. octr. alm. Brandassurance-Compagni og bogholder og kasserer ved Sjællands Stifts gejstlige Enkekasse fra 1865.
Larsen blev gift første gang 17. november 1865 i Vor Frue Kirke med Anna Maria Martensen (4. november 1841 i København – 12. november 1888 i Lyngby), datter af professor, senere biskop H.L. Martensen og 1. hustru. Anden gang ægtede han 27. oktober 1899 i Hvidovre Kirke Sophie Augusta Louise Camilla Hennings (23. december 1873 i København – 17. juni 1931 sammesteds), datter af fuldmægtig, senere kabinetssekretær, gehejmeetatsråd Sophus Hennings og hustru.
Florian Larsen er begravet på Assistens Kirkegård. Han er portrætteret på Erik Henningsens maleri af Rigsretten 1910. Træsnit 1887.